# Domenica Sprint
Domenica Sprint è stato un programma televisivo italiano curato inizialmente dalla redazione sportiva del Tg2, successivamente da Rai Sport, in onda dal 1976 al 2013.

## Storia
Il programma nasce nel marzo 1976 con il nome di Sport Sette (che negli anni Ottanta divenne poi il titolo di un'altra trasmissione sempre curata dal TG2 Sport, andata in onda per alcune edizioni il giovedì in seconda serata, quindi il sabato sempre dopo le 22.30) e trasmesso in bianco e nero, per poi assumere la denominazione di Domenica Sprint e passare al colore da ottobre dello stesso anno, e andava in onda sulla Rete 2 al termine dell'edizione principale del TG2 (che all'epoca aveva la denominazione di Studio Aperto), curata dalla redazione sport del TG2, guidata da Maurizio Barendson. Alla conduzione, dagli studi di Milano del Tg2, Guido Oddo, saltuariamente sostituito, quando impegnato in telecronache, da Bruno Pizzul, Ennio Vitanza, Mario Poltronieri. In alcune circostanze particolari (ad esempio, scioperi della sede Rai lombarda) la trasmissione veniva messa in onda da Roma, condotta da Gianfranco De Laurentiis, che poi divenne conduttore della rubrica negli anni Novanta.
Dal 1976 al 1982 il programma fu curato da Nino De Luca, Lino Ceccarelli, Remo Pascucci (sostituito nel 1982 da Mauro Alunni) e Giovanni Garassino (in pensione dal 1992); in seguito però dal 1988 al 1991 subentrò Federico Urban al posto di Lino Ceccarelli, e infine dal 1991 in poi subentrò Maurizio Vallone, che è rimasto successivamente l'unico curatore della trasmissione. Indimenticabile la sigla con il titolo: Stadium di Oscar Prudente, che è ancora quella attuale.
Tra i colleghi di Rai Sport che sono rimasti ancora ci sono Carlo Verna, Paolo Paganini e Federico Calcagno reduci da Tutto il calcio minuto per minuto, che seguivano le partite della Juventus, del Napoli e della Sampdoria, mentre tra i veterani che hanno seguito le partite c'erano Ennio Vitanza per le partite del Milan, dell'Inter e dell'Atalanta e Marco Lucchini per le partite del Parma e del Piacenza.
Ricordiamo anche Gianfranco De Laurentiis con Antonella Clerici, Marco Mazzocchi e Andrea Fusco e nel triennio 1997-1999 la rubrica ha avuto all'interno anche il basket commentato da Franco Lauro (che sarà conduttore per due edizioni) Il programma ritornò nel 2003 e venne condotto da Fabrizio Maffei (ex direttore di Rai Sport) sostituito da Stefano Bizzotto. L'anno successivo il programma viene condotto da Franco Lauro confermato anche nell'edizione successiva e con lui, la presenza di Gian Piero Galeazzi.
Per la stagione 2007-2008 il conduttore è stato Mario Mattioli. Il programma ritorna dopo un anno d'assenza nella stagione 2009-2010, condotto da Alessandro Tiberti ed è trasmesso in notturna alle 00:35, subito dopo la conclusione della Domenica Sportiva. Nella stagione 2012-2013 ritorna, sulle frequenze di Rai Sport 1, alle 22.00 con un panorama sugli eventi della giornata sportiva extra calcistica appena trascorsa, condotta da Fabrizio Piacente.

## Conduttori di Domenica Sprint
- 1976-1982 - Guido Oddo e Bruno Pizzul
- 1982-1987 - Bruno Pizzul, Ennio Vitanza, Guido Oddo, Claudio Valeri e Marco Lucchini
- 1987-1990 - Gianfranco De Laurentiis, Ennio Vitanza e Gigi Riva
- 1990-1996 - Gianfranco De Laurentiis, Antonella Clerici con Giorgio Martino (in alternanza con Marco Mazzocchi)
- 1996-1997 - Marco Mazzocchi[1] e Antonella Clerici
- 1997-1999 - Andrea Fusco
- 2003-2004 - Fabrizio Maffei e poi Stefano Bizzotto
- 2004-2005 - Franco Lauro (con Gian Piero Galeazzi)
- 2005-2007 - Franco Lauro (per alcune puntate Andrea Fusco e Arianna Secondini)
- 2007-2008 - Mario Mattioli
- 2009-2010 - Alessandro Tiberti (solo per la prima puntata Arianna Secondini)
- 2012-2013 - Fabrizio Piacente

## Gli inviati storici sugli stadi d'Italia
- Piero Pasini e Gabriele Pasini (da Bologna e Reggio Emilia)
- Paolo Meattelli (da Perugia)
- Carmelo Alfonso (da Cagliari)
- Ennio Vitanza (da Milano per il Milan e l'Inter e Bergamo)
- Bruno Pizzul (da Milano, saltuariamente - una sola volta da Roma, l'8 gennaio del 1978, per l'incontro Roma - Inter 1-2 -)
- Paolo Paganini (da Genova)
- Aurelio Addonizio (da Roma, ma con il testo di ogni singolo servizio letto da uno speaker)
- Carlo Picone (da Roma)
- Giorgio Martino (da Roma)
- Gianni Garrucciu (da Cagliari)
- Marcello Lazzerini (da Firenze ed Empoli)
- Sergio Tazzer (da Verona e Vicenza)
- Enzo Baldini (da Firenze)
- Claudio Valeri (da Milano per l'Inter)
- Alessandro Casarin (da Milano per l'Inter e Como)
- Giovanni Stefani (da Padova, Vicenza e Verona)
- Franco Costa (da Torino e saltuariamente da Cagliari)
- Marco Lucchini (da Como, Parma, Piacenza e Cremona)
- Beppe Barletti (da Torino, per le partite di Juventus e Torino)
- Federico Calcagno (da Torino)
- Mario De Nitto, (da Napoli)
- Tino Zava (da Udine)
- Giuseppe Giulietti (da Verona)
- Pino Scaccia (da Ascoli Piceno)
- Carlo Verna (da Napoli)
- Alfredo Liguori (da Genova)
- Gianni Vasino (da Milano per Milan e Inter e a Bergamo)
- Marcello Giannini (da Firenze)
- Livio Forma (da Cremona, Torino per le partite del Torino e Cremonese. Scomparso nel 2015, viene ricordato per essere stato soprattutto radiocronista di Tutto il calcio minuto per minuto)
- Mario De Nitto (da Napoli e Avellino)
- Beppe Gioia (da Verona)
- Marco Civoli (da Milano per l'Inter)
- Claudio Cojutti (da Udine)
- Giancarlo Degl'Innocenti (da Pistoia)
- Enzo Del Vecchio (da Bari, Foggia, Lecce e Barletta. Attualmente è radiocronista di Tutto il calcio minuto per minuto)
- Mario Mattioli (da Parma)

## Sigle
La prima sigla della trasmissione (trascurando quella dei primi mesi, quando il programma si chiamava Sport Sette), fu il brano Wow di André Gagnon, successivamente sostituito dalla celeberrima Stadium realizzata dal musicista Oscar Prudente e dal giornalista del Corriere d'Informazione Nino Petrone, nel 1977.